# (16230) Benson
(16230) Benson (2000 EA95) – planetoida z grupy pasa głównego asteroid okrążająca Słońce w ciągu 4,25 lat w średniej odległości 2,62 j.a. Odkryta 9 marca 2000 roku.